# Fuente el Olmo de Fuentidueña
Fuente el Olmo de Fuentidueña è un comune spagnolo di 143 abitanti situato nella comunità autonoma di Castiglia e León.